# Joseph Richardson
Joseph Richardson (1814 – Londra, 22 marzo 1862) è stato un flautista inglese.

## Biografia
Studiò flauto con Charles Nicholson e alla morte di questi, nel 1837, ne prese il posto come insegnante alla Royal Academy of Music di Londra. Dal 1838 al 1850 fu flauto solista alla Jullien's Band e solista della Queen's Private Band. Dal 1856 fino alla morte fu presidente del Quartet Society.

## Attività flautistica
Grazie alle sue strabilianti doti virtuosistiche era soprannominato 'ambidestro' oppure 'The English Drouet, ma soprattutto era famoso per il 'Glide' lo speciale effetto di 'glissando' che i flautisti londinesi eseguivano magistralmente facendo scivolare le dita sui fori dello strumento. Richardson suonava uno strumento speciale: il 'diatonic Siccama' del 1847.